# Ana María Rabatté y Cervi
Ana María Rabatté y Cervi (Tampico, Tamaulipas, 31 de julio de 1933-Tampico, Tamaulipas, 22 de febrero de 2010) fue una escritora mexicana, hija de don Francisco Rabatté Estopier y doña Sara Cervi de Rabatté, originarios de Tuxpan, Veracruz.

## Obra literaria
Escribió 24 libros, 8 folletos e innumerables Tarjetas–Mensajes. Se inició en el camino de las letras desde los 18 años. Uno de sus poemas más conocidos fue “En Vida, hermano, En Vida”. Una de sus colaboraciones para periódicos como El Sol de Tampico, fue la denominada “En Vida, Hermano... en vida”, que deja un mensaje al lector de que las cosas deben de hacerse en el momento, sin esperar que la situación haya pasado, es decir, antes que esa dicha, familiar o amigos no estén físicamente.

## Colaboraciones y reconocimientos
En 1966 Ana María Rabatté publicó sus colaboraciones en el Boletín de Cursillos de Cristiandad, e inició a dictar conferencias en Sudamérica y Europa;  perteneció a la Asociación de Escritoras de Poesía AC, de la UNAM. El Instituto Mexicano Internacional de Arte y Cultura la nombró Mujer Destacada de Tamaulipas, siendo objeto de innumerables reconocimientos, entre ellos haber recibido la medalla “Fray Andrés de Olmos al Mérito Ciudadano” en el año de 1995 y el doctorado Honoris Causa por el IEST de Tampico, Tamaulipas en 2003.

## Fallecimiento
Ana María Rabatté y Cervi falleció en su casa en Tampico, Tamaulipas, a la edad de 76 años el 22 de febrero de 2010 debido a complicaciones ocasionadas por la diabetes.